# Landbus Walgau, Großes Walsertal und Brandnertal
Der Landbus Walgau, Großes Walsertal und Brandnertal ist ein Teil des Vorarlberger Landbussystems. Der Landbus Walgau, Großes Walsertal und Brandnertal ist auf Basis eines Gemeindeverbands organisiert, welcher sich aus den Gemeinden des Walgau, des Großen Walsertals, sowie des Brandnertals zusammensetzt.

## Beteiligte Gemeinden
Die Busse fahren in 13 Gemeinden im Bezirk Bludenz, in fünf Gemeinden im Bezirk Feldkirch sowie in einer Gemeinde im Bezirk Bregenz.

## Liniennetz
Der Landbus Walgau, Großes Walsertal und Brandnertal ist in das Liniennetz des Verkehrsverbund Vorarlberg integriert und wird mit Liniennummern von 72 bis 79 sowie 81, 93, 94, 96 und N7 bezeichnet. Parallel verlaufende Linien sind häufig alternierend getaktet, sodass sich aus zwei 30-Minuten-Takten ein 15-Minuten-Takt oder aus zwei 60-Minuten-Takten ein 30-Minuten-Takt ergibt. Ab Dezember 2022 wurden die Liniennummern von zwei- auf dreistellig umgestellt, um eine Überschneidung zwischen den Nummern der verschiedenen Busregionen Vorarlbergs zu vermeiden. Diese dreistelligen Nummern wurden im Oktober 2022 veröffentlicht, seitdem wird der Landbaus Walgau, Großes Walsertal und Brandnertal mit dem Nummernkreis 5xx bezeichnet.
| Linie (ab Dez. 2022) | Linie (bis Nov. 2022) | Verlauf                                                                                    | Takt Werktags    | Takt Samstags    | Takt an Sonn- und Feiertagen |
| -------------------- | --------------------- | ------------------------------------------------------------------------------------------ | ---------------- | ---------------- | ---------------------------- |
| 520                  | 72                    | (Bludenz) – Nenzing – Frastanz – (Feldkirch)                                               | 30 min/60 min    | einzelne Fahrten | –                            |
| 521                  | 72b                   | Schulbus Nenzing – Latz – Gurtis                                                           | einzelne Fahrten | –                | –                            |
| 522                  | 72b                   | Bürs – Bludenz – Nenzing – Beschling                                                       | einzelne Fahrten | –                | –                            |
| 530                  | 73                    | Bludenz – Schlins – Satteins – Feldkirch                                                   | 60 min           | 60 min           | 60 min                       |
| 531                  | 73a                   | Frastanz – Amerlügen (Parzellenbus)                                                        | Unregelmäßig     | Auf Bestellung   | Auf Bestellung               |
| 532                  | 74                    | Frastanz – Gurtis                                                                          | Unregelmäßig     | einzelne Fahrten | –                            |
| 535                  | 93                    | Nenzing – Schlins – Frastanz – Feldkirch (Eilkurs)                                         | 60 min           | –                | –                            |
| 550                  | 75a                   | Nenzing – Schlins – Düns – Dünserberg – Älpele                                             | 120 min          | –                | –                            |
| 556                  | 75                    | Satteins – Düns – Schnifis – Thüringerberg                                                 | einzelne Fahrten | –                | –                            |
| 560                  | 76                    | Bludenz – Ludesch – Thüringen – Bludesch – Nenzing – Schlins                               | 30 min           | 30 min/60 min    | 60 min                       |
| 565                  | 96                    | Bludenz – Thüringen – Nenzing                                                              | 60 min           | –                | –                            |
| 570                  | 77                    | Thüringen – Sonntag – Fontanella – Damüls                                                  | Unregelmäßig     | 60 min/120 min   | 60 min/120 min               |
| 571                  | 77a                   | Sonntag – Buchboden (Rufbus)                                                               | Auf Bestellung   | Auf Bestellung   | Auf Bestellung               |
| 575                  | 78                    | Thüringen – Raggal – Marul – Garsella                                                      | Unregelmäßig     | –                | –                            |
| 576                  | 79                    | Marul – Laguzalpe (Wanderbus, nur im Sommer)                                               | einzelne Fahrten | einzelne Fahrten | einzelne Fahrten             |
| 580                  | 81                    | Bludenz – Bürs – Bürserberg – Brand – (Lünerseebahn) (Nur Winter- und Zwischensaison)      | 30 min/60 min    | 30 min/60 min    | 30 min/60 min                |
| 581                  | –                     | Bludenz – Bürs – Tschengla (Fahrradbus, Nur im Sommer)                                     | 60 min           | –                | –                            |
| N7                   | N7                    | Sonntag – Fontanella – Faschina – Damüls – Faschina – Fontanella – Sonntag (Nur im Winter) | 120 min          | 120 min          | 120 min                      |

(Stand: 24. November 2023)